# Анна Цельская
Анна Це́льская (пол. Anna Cylejska; около 1381 или 1381, Целе — 21 марта 1416 или 21 мая 1416, Краков) — королева Польши с 1402 года из рода графов Цельских. Жена Владислава II Ягайлы.
Анна — единственная дочь графа Вильгельма Цельского (1361—1392) и Анны Польской (1366—1425), младшей дочери Казимира III Великого (1309—1370).

## Биография

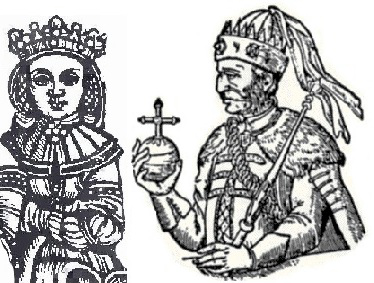
Анна и Ягайло

В 1399 году умерла первая жена Ягайлы королева Ядвига. В 1402 году второй женой 40-летнего короля стала 21-летняя Анна. Её мать, Анна Казимировна, стремилась упрочить влияние своей дочери.
В 1408 году Анна родила дочь, названную Ядвигой. В 1416 году Анна скончалась в возрасте 35 лет. Так как дочь Анны Ядвига была из Пястов, польская шляхта стремилась к тому, чтобы она наследовала Ягайле. Однако этому не суждено было сбыться.